# Russulaceae
Russulaceae (Johannes Paulus Lotsy, 1907) este o familie diversă de ciuperci din încrengătura Basidiomycota în ordinul  Russulales, fiind ciuperci tericole cu lame, ectomicorizante. Familia include 7 genuri cu aproximativ 1260 de specii cunoscute cu o răspândire globală.

## Descriere (fărăPseudoxenasma)
- Pălăria: are un diametru de mărime medie între 4-15 cm, care este convexă, apoi plană, uneori este adâncită la centru, neseparabilă cu piciorul, cuticula fiind netedă, la vârf cu apendice, de formă variabilă și de obicei viu colorată.
- Lamele: sunt sfărâmicioase, foarte rar elastice, egale, inegale, sau chiar bifurcate, cu trama regulată, fiind libere, adnate sau decurente la picior, mai mult sau mai puțin bombate, cu muchii homomorfe sau heteromorfe. Coloritul este în primul rând alb până crem sau ocru, mai rar galben, portocaliu sau roșu. . Sporii sunt rotunjori până elipsoidali, verucoși,  echinulați  sau  reticulați,  mai  rar  aproape  netezi, cu ornamentații amiloide. Pulberea sporilor este albă, crem, galben-aurie sau ocru.
- Piciorul: este situat central, destul de scurt, dar relativ gros (cu o grosime de până la 4 cm), fiind inițial plin, în vârstă adeseori spongios sau găunos, nu rar ușor îngroșat la bază. El este lipsit de volvă, inel sau cortină.
- Carnea: este cărnoasă și consistentă, granulată, sfărâmicioasă, constituită din sferociste, însoțite de filamente subțiri,  uneori de vase  secretoare de latex. Gustul poate fi dulce, iute, amar  sau pișcător.

## Sistematică și taxonomie
Aici sunt listate precum scurt descrise cele 7 (8) genuri conform Paul Michael Kirk în Mycobank:

### Genuri
- Boidinia
- Cystangium
- Lactarius
- Lactifluus
- Multifurca
- Pseudoxenasma
- Russula

În detaliu:
- Boidinia: este un gen de bureți corticoizi în familia Russulaceae. Genul este larg distribuit și conține 10 specii. Dar genul Boidinia probabil nu este monofiletic și are nevoie de o redefinire taxonomică.[4]
- Cystangium este un gen de ciuperci din familia Russulaceae. Genul conține 32 de specii care sunt distribuite în Australia și America de Sud. Taxonul este parte filogenetică a genului Russula și astfel probabil, un sinonim. Cu toate acestea, acesta încă nu a fost declarat oficial sinonim și continuă să fie folosit de taxonomiști.[5]
- Lactarius este un gen de ciuperci din familia Russulaceae cu global aproximativ 450 de specii și în Europa cu peste 130 care emană după tăiere un suc lipicios de culoare variabilă
- Lactifluus: este un gen de ciuperci din familia Russulaceae care a fost separat de genul Lactarius pe baza de studii moleculare filogenetice, cu global aproximativ 50 de specii. Majoritatea lor se dezvoltă în regiuni tropicale. Bureții acestui gen au o pălărie nu zonară, o ornamentare amiloidoză a sporilor, o carne sfărâmicioasă a corpurilor fructifere și emană după tăiere un suc lipicios de culoare variabilă. Discuția despre afilierea unor specii la acest gen încă nu este terminată
- Multifurca este un gen cu 6 specii, intermediar situat din punct de vedere morfologic între Lactarius și Russula. Corpurile fructifere sunt zonare, au lame adnate la picior sub-decurente.  Un (lapte (latex) ca și în Lactarius și Lactifluus) este prezent numai în Multifurca furcata. Sporii sunt portocalii, fiind foarte mici și ornamentate doar slab.[6]
- Pseudoxenasma este un gen cu numai o specie, găsită și descrisă în Suedia (1976)[7] Ea se deosebește enorm în aspectul exterior de membrii altor genuri din familie.
- Russula este un gen de ciuperci din familia Russulaceae care cuprinde aproximativ 750 de specii global iar peste 90 în Europa. Bureții nu emană un suc după tăiere. Cuticulele ciupercilor sunt colorate foarte variabil, iar tijele sunt la cele mai multe specii albe.
- Zelleromyces este un gen gasteroid (produce sporii în interiorul corpului fructifer) cu 30 de specii. Analize filogenetice arată că speciile Zelleromyces sunt apropiat înrudite cu genul Lactarius.[8]

## Genurile familiei în imagini

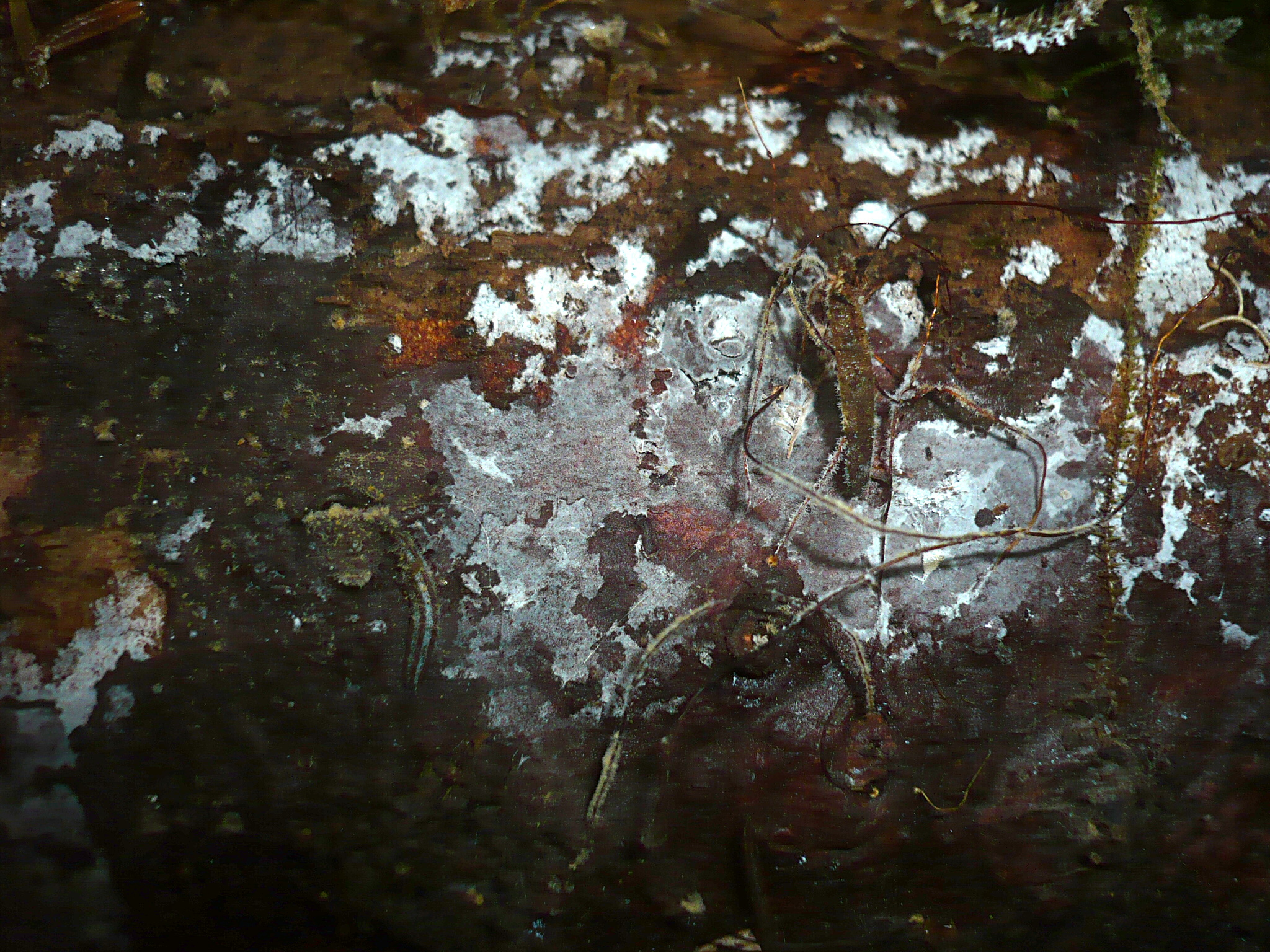
Boidinia furfuracea
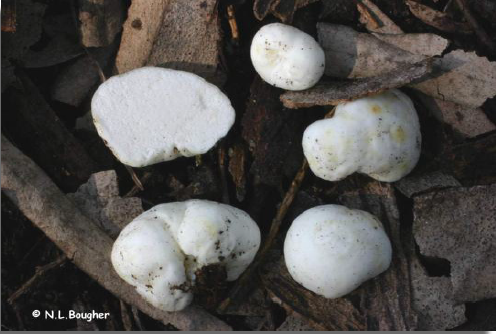
Cystangium balpineum
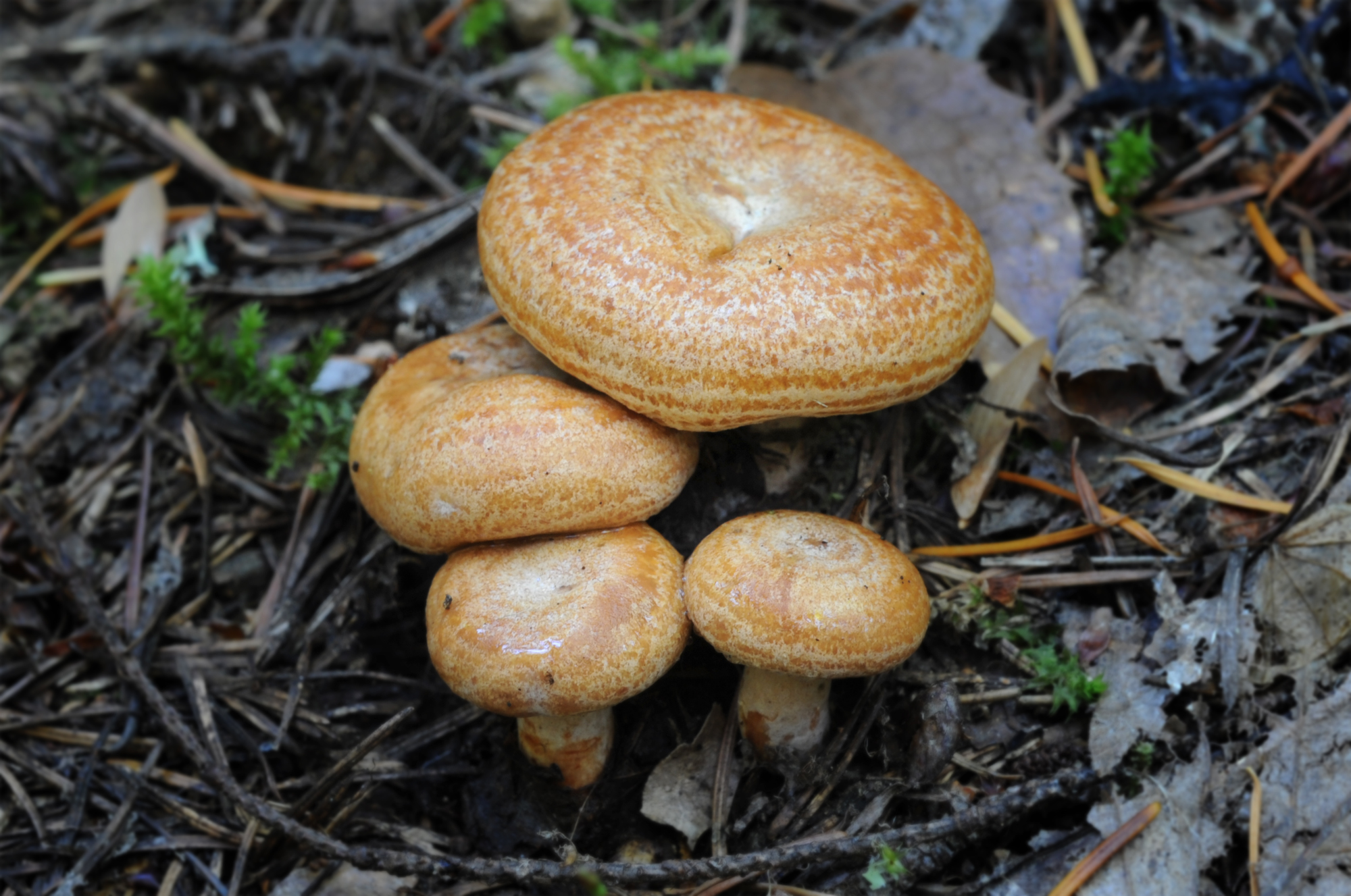
Lactarius deliciosus
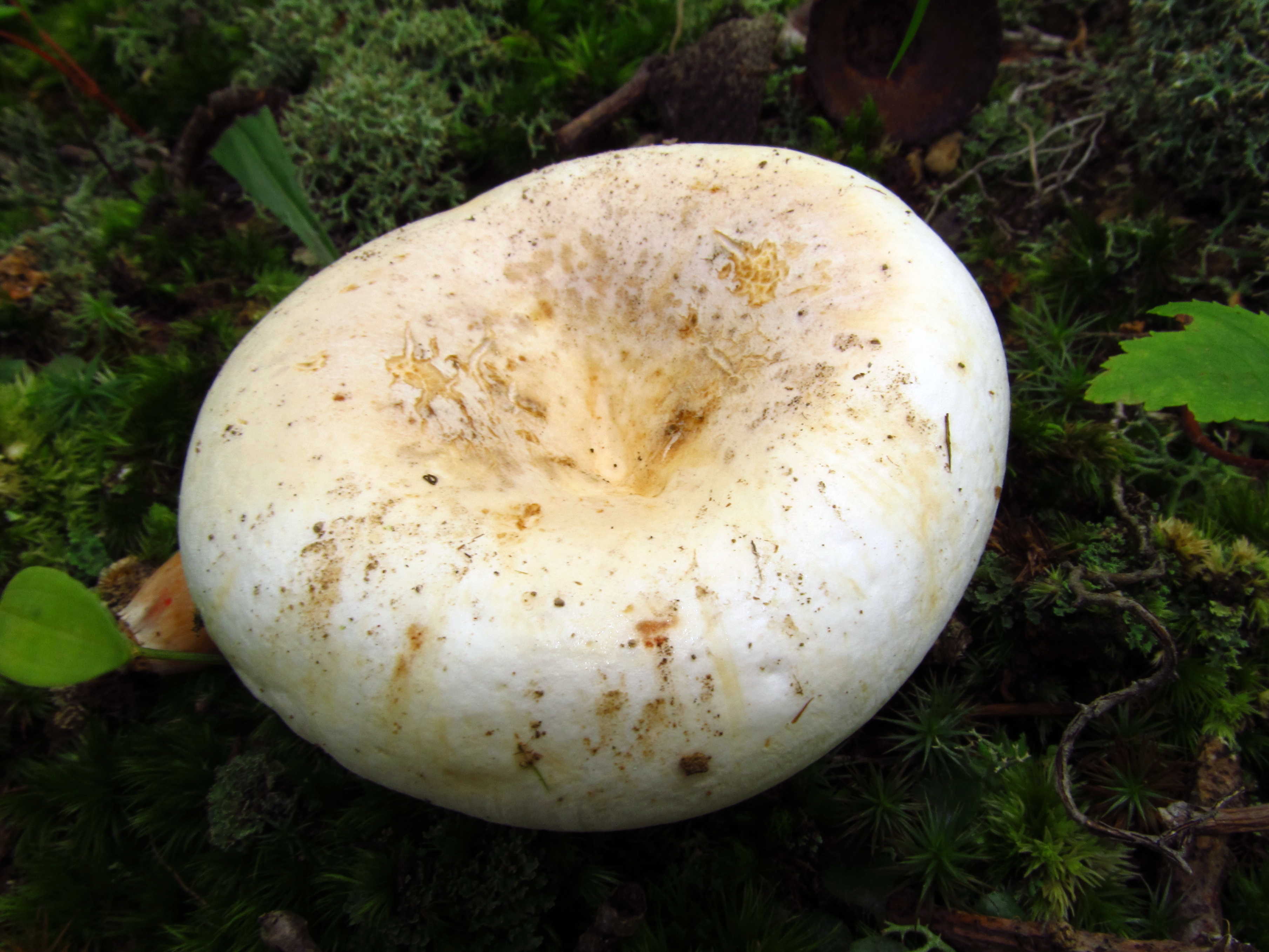
Lactifluus glaucescens
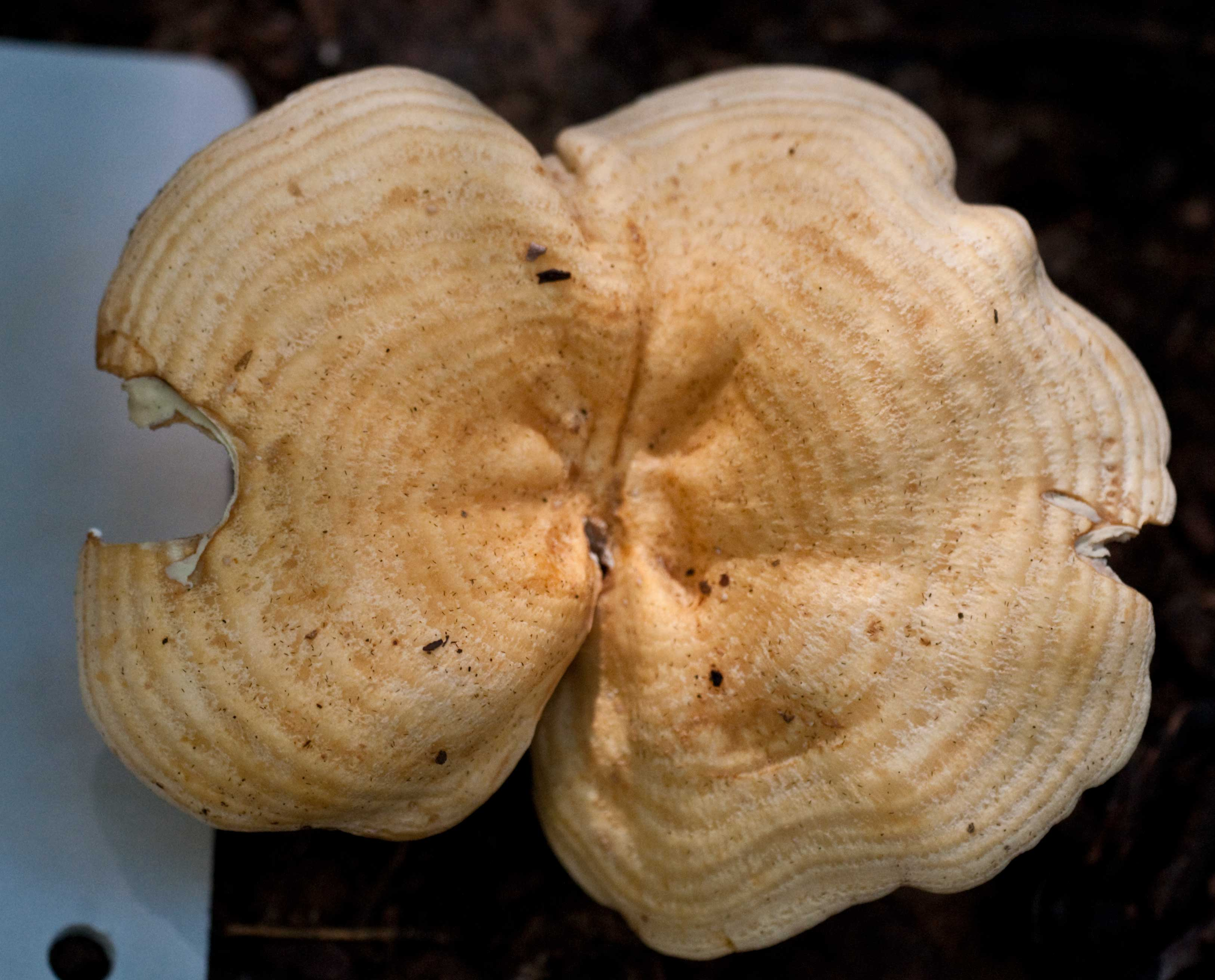
Multifurca zonaria
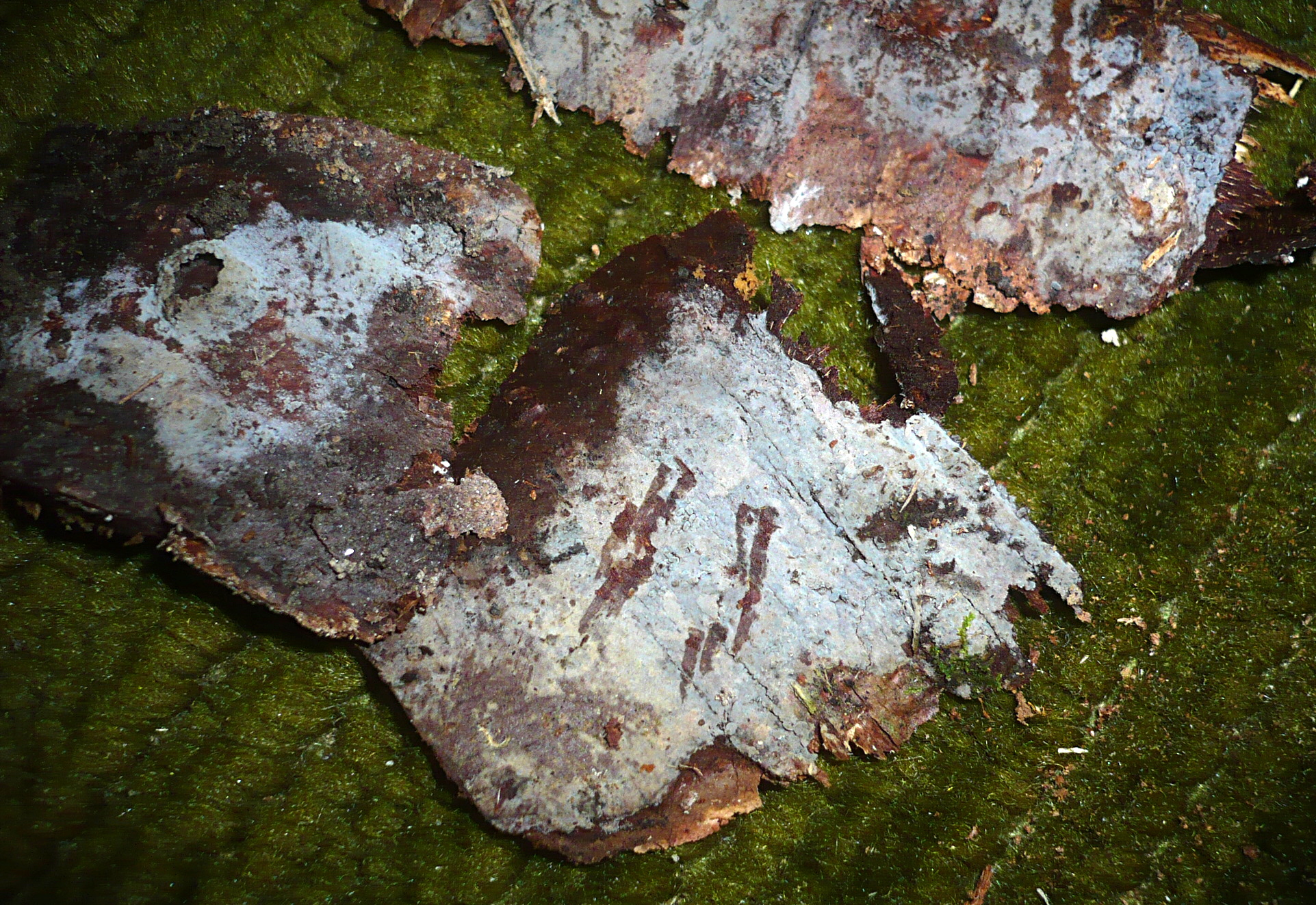
Pseudoxenasma verrucisporum
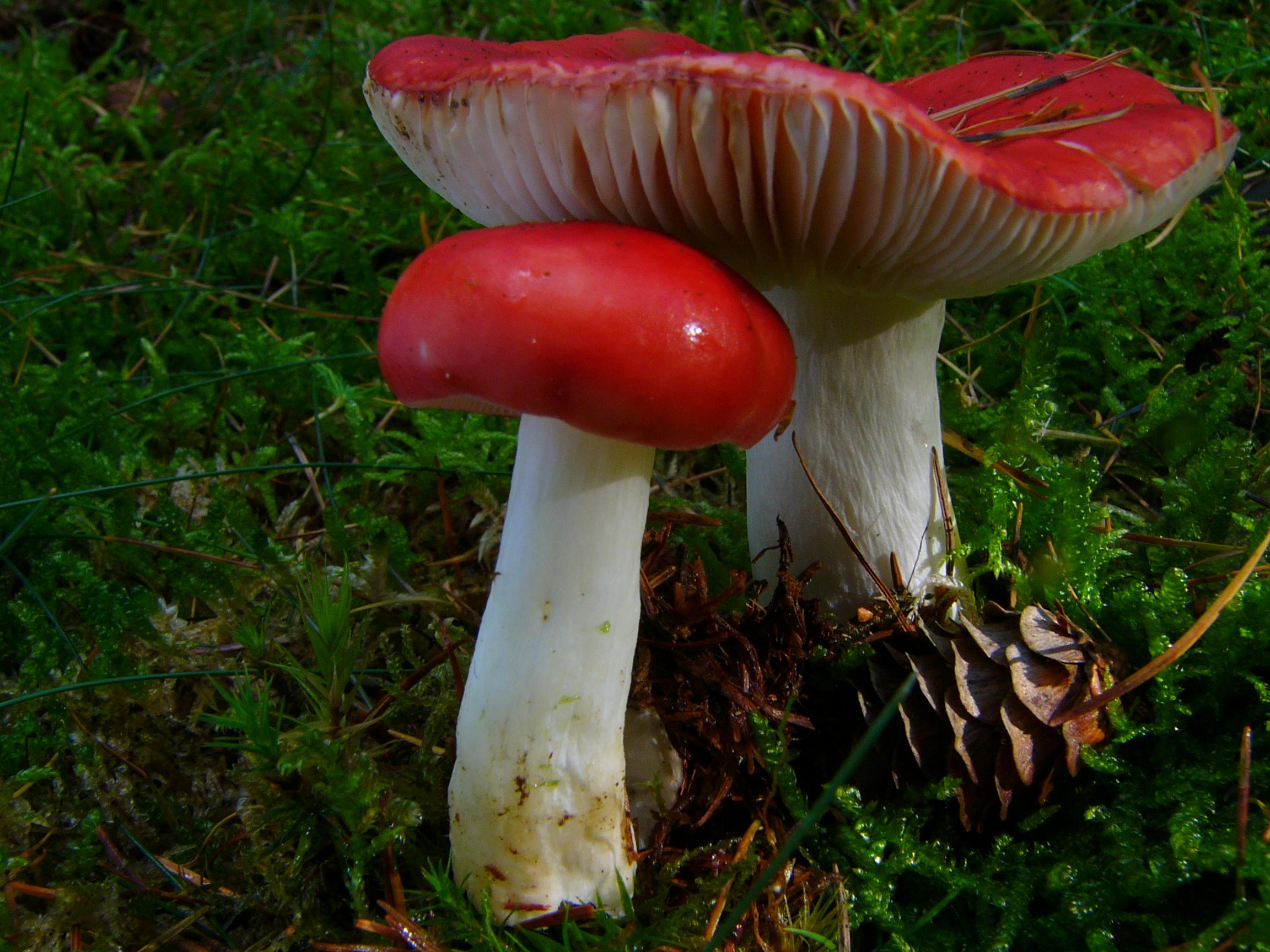
Russula emetica
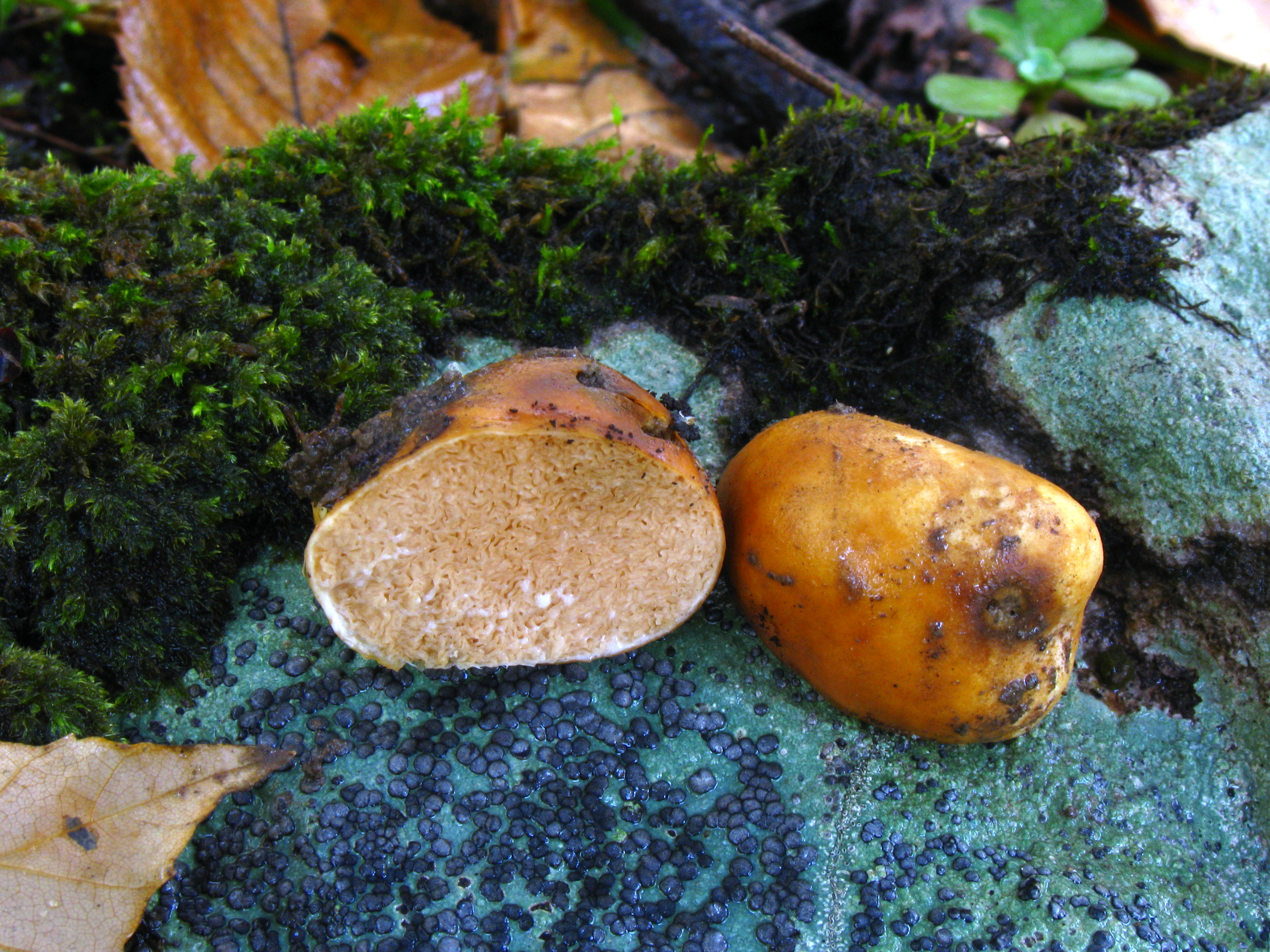
Zelleromyces cinnabarinus